# Fónagy Zoltán (református lelkész)
Fónagy Zoltán (Budapest, 1920. május 7. – Tahitótfalu, 1984. április 30.) református lelkész, esperes.

## Életpályája
A teológiát 1938 és 1942 között Budapesten végezte. A kecskeméti jogakadémián is hallgatott két évet, majd alapvizsgát tett. 1942-től segédlelkész volt  Pécelen, Kunszentmiklóson, Budapesten. 1947-től Budakeszin volt segédlelkész és itt 1950-től 1962-ig lelkipásztorként szolgált. 1962-től Tahitótfaluban volt lelkész. 1955 és 1959 között az Észak-pesti egyházmegye számvevője, 1959-től főjegyzője, 1976-tól haláláig esperese.

## Írásai
Cikkeket írt egyházi lapokba, társszerkesztője volt egy konfirmációs káténak.